# Telephlebia tryoni
Telephlebia tryoni là loài chuồn chuồn trong họ Aeshnidae. Loài này được Tillyard mô tả khoa học đầu tiên năm 1917.